# Cursed - Il maleficio
Cursed - Il maleficio (Cursed) è un film horror del 2005 diretto da Wes Craven, scritto e prodotto da Kevin Williamson. Nonostante all'uscita nelle sale sia stato un flop commerciale e di critica, il film è riuscito negli anni a conquistarsi il titolo di cult tra i fan di Wes Craven (e più tardi dell'ormai noto Jesse Eisenberg), ottenendo più successo in occasione dell'uscita del DVD in versione "unrated", senza censure.

## Trama
Due amiche, Jenny Tate e Becky Morton, decidono di farsi predire il futuro dall'indovina Zela. La donna predice un grave pericolo e avvisa le ragazze di stare attente ad una bestia che le attaccherà quando sorgerà la luna; le due amiche, ovviamente, non credono ad una parola.
Quella stessa notte, la giovane giornalista Ellie Myers e suo fratello, il timido adolescente Jimmy, stanno rientrando a casa quando un enorme animale attraversa improvvisamente la strada, provocando un incidente in cui la loro macchina si scontra con un'altra vettura. Ellie e Jimmy cercano di aiutare la conducente, che si rivela essere Becky, ma vengono aggrediti dalla bestia: la ragazza viene letteralmente fatta a pezzi mentre i due fratelli riportano solo qualche graffio.
Jimmy, appassionato di miti e leggende, è convinto che la bestia che li ha attaccati sia un lupo mannaro, ma Ellie è molto scettica. Entrambi i fratelli iniziano tuttavia ad assumere comportamenti strani: la mattina dopo l'aggressione, Jimmy divora una colazione a base di carne cruda, mentre Ellie, al lavoro, si scopre irresistibilmente attratta dal sangue di una collega. La sera, Ellie, incaricata di fare da accompagnatrice ad una spocchiosa attrice di nome Joanie durante una festa, incontra il fidanzato Jake, che vuole scusarsi con lei per una precedente scappatella avuta con Becky. Quando le cose sembrano chiarite, Jenny e Joanie, che sembrano entrambe molto interessate a Jake, si intromettono ed Ellie, furiosa, lascia la festa. Più tardi, Jenny viene attaccata e uccisa nel parcheggio da un lupo mannaro.
Jimmy nota che sulla propria mano e quella di Ellie è comparso un marchio che proverebbe che sono affetti da licantropia. Ellie, pur di farlo smettere con quella storia, accetta di fare una prova e tocca una cornice d'argento, senza tuttavia bruciarsi. Jimmy sembra essere costretto ad accettare il fallimento della sua teoria, ma gli avvenimenti strani non sono finiti: ora anche gli animali sembrano terrorizzati e turbati dai due fratelli, incluso Zipper, il loro cane. Il giorno dopo, agli studi televisivi, Ellie viene avvicinata da Zela, che nota il marchio sulla mano della ragazza e l'avverte che si tratta davvero del segno della maledizione, proprio come sosteneva Jimmy: il solo modo per liberarsi del maleficio è uccidere il lupo mannaro che li ha contagiati prima della prossima luna piena, altrimenti diverranno licantropi a loro volta.
Gli effetti della maledizione iniziano a farsi sentire sempre di più; Ellie fatica sempre di più a controllare i propri istinti, mentre Jimmy, diventato molto più aggressivo e sicuro di sé, mette al tappeto senza alcuno sforzo alcuni ragazzi della squadra di lotta libera della scuola che lo tormentavano da mesi e parla con Brooke, la ragazza per cui ha una cotta. Jimmy, resosi conto che la situazione sta peggiorando, Bo uno dei bulli si dichiara a lui, ma il ragazzo capisce che è dovuto al feromone del lupo, fa una prova toccando una posata d'argento, che come previsto lo ustiona: la cornice toccata da Ellie, infatti, era d'acciaio ed è per questo che non l'ha bruciata. Ellie ha infatti mentito dicendo che la cornice era d'argento quando sapeva che era d'acciaio solo per negare la verità non volendo accettare che fosse tutto vero. A peggiorare le cose Zipper avendo addentato una bistecca che Jimmy stava mangiando rimane a sua volta contagiato diventando un lupo mannaro che attacca Jimmy. Il ragazzo riesce a sfuggire al cane ormai trasformato venendo aiutato da Bo che lo porta al sicuro dopo aver visto Zipper in quelle condizioni mutate per poi portare su richiesta di Jimmy dalla sorella al locale in cui lavora.
Ellie nota che anche Jake porta sulla mano il marchio della bestia e capisce che è lui il lupo mannaro. Jake conferma, ma sostiene anche di non essere stato lui ad uccidere Becky e Jenny. Si scopre che ad eliminare le due ragazze è stato un altro lupo mannaro, Joanie: l'attrice è stata infettata dopo essere stata a letto con Jake e ora Joanie si sta vendicando uccidendo tutte le ragazze con cui Jake ha avuto una storia infatti Jake ha avuto relazioni con 1600 ragazze che Joanie ha ucciso nel corso degli anni proprio per liberarsi di loro ed essere l'unica che Jake potesse ricambiare. Joanie si trasforma in lupo e attacca Ellie e Jimmy; all'arrivo della polizia, i due fratelli riescono a far uscire Joanie allo scoperto insultandola, dando modo agli agenti di ucciderla. Bo che era stato aggredito e messo fuori combattimento da Joanie viene soccorso da un medico della polizia facendo finalmente pace con Jimmy che gli augura buona guarigione. 
Ellie e Jimmy tornano a casa, ma scoprono di non essersi ancora liberati dalla maledizione; inoltre, poiché sta sorgendo la luna piena, i due fratelli iniziano ad andare incontro alla definitiva trasformazione in lupi mannari. Jake spiega di essere stato lui - e non Joanie - a contagiare Ellie e Jimmy, ma di averlo fatto per amore della ragazza e darle una ragione di vita, poiché Ellie stava attraversando un momento difficile a causa della morte dei genitori e delle difficoltà di badare a Jimmy. Jake, a causa del suo istinto di maschio alfa, intende uccidere Jimmy per avere Ellie solo per sé; Ellie, decisa a salvare il fratello, cerca di fermarlo, ma a differenza di Jake non ha alcun controllo sulla trasformazione e si trova in seria difficoltà. La situazione viene risolta da Jimmy, in parte trasformato in lupo mannaro, che distrae Jake, permettendo ad Ellie di ucciderlo con una posata d'argento. Ellie decapita quindi il corpo di Jake, spezzando definitivamente la maledizione e salvando se stessa e Jimmy. Il film si conclude con Bo diventato amico di Jimmy che porta Brooke a casa dei due fratelli per poi accompagnare Jimmy che esce con Brooke e Zipper che tornato normale anche lui torna da loro

## Produzione
Il film subì pesanti ritardi di oltre un anno nella realizzazione, a causa di problemi di produzione e di sceneggiatura. Alcuni membri del cast originario dovettero essere sostituiti a causa di impegni contrattuali per altri film.
Quando la produzione si interruppe, molti membri del cast furono licenziati, tra essi si ricordano Skeet Ulrich, Mandy Moore, Omar Epps, Illeana Douglas, Heather Langenkamp, Scott Foley, Robert Forster e Corey Feldman. Alcuni di questi attori girarono persino delle scene che furono poi cancellate dal regista Wes Craven.
Il set utilizzato per le riprese nel liceo di Jimmy è la Torrance High School, lo stesso utilizzato per il liceo di Sunnydale in Buffy l'ammazzavampiri e il West Beverly High in Beverly Hills 90210 e il suo spin-off  90210.

## Slogan promozionali
- «What doesn't kill you makes you stronger.»
«Quello che non ti uccide ti rende più forte.»
- «Have you ever felt like you're not human anymore?»
- «The Evolution of the Specie.»

## Citazioni
- Nel momento in cui Ellie esce dal parcheggio, si può ascoltare la radio della sua macchina trasmettere Are you ready dei Three Days Grace.
- Quando Jimmy arriva all'inaugurazione del nuovo locale, si può notare, dopo lo scorrimento di alcune scene, la sagoma del serial killer Pinhead, protagonista della serie di film Hellraiser, in futuro si possono notare anche Ghostface e Freddy Krueger entrambi creati da Wes Craven.